# Honeyland
Honeyland es una película documental de 2019 de Macedonia del Norte, dirigida por Tamara Kotevska y Ljubomir Stefanov. Se trata de la vida rural que lleva Hatidze, la última recolectora de abejas del país y de Europa.
La película ganó tres premios en el Festival de Cine de Sundance 2019 , incluido el Gran Premio del Jurado, el Premio Especial del Jurado por el Impacto y el Cambio, y el Premio Especial del Jurado por la Fotografía, todos en la categoría del Concurso Documental del Cine Mundial. Además, fue seleccionada como la entrada de Macedonia del Norte para el Premio Oscar a la Mejor Película Internacional.

## Sinopsis
Cuenta la historia sobre la última mujer recolectora de abejas de Europa. Hatidze es una mujer cerca de la cincuentena de un pequeño pueblo en Macedonia del Norte que cría colonias de abejas en unos cestos hechos a mano que deja escondidos entre las rocas. Sin protección ni ayuda, es capaz de amansarlas para poder extraer la miel y venderla en la capital. Todo es idílico hasta que, de repente, nuevos vecinos se instalan cerca de las colmenas, estorbando su paz y la de sus abejas. Así como las abejas obreras pasan toda su vida cuidando de la abeja reina, Hatidze ha comprometido su propia vida al cuidado de su madre, con la que vive en una cabaña. La intrusión de los recién llegados, una familia con siete niños ruidosos acompañados de 150 vacas, provocará un conflicto que podría destruir la forma de vida de Hatidze para siempre.

## Reparto
- Hatidze Muratova
- Nazife Muratova
- Hussein Sam
- Ljutvie Sam
- Mustafa Sam

## Lanzamiento
El estreno mundial de Honeyland fue en el Festival de Cine de Sundance de 2019 y recibió un estreno en cines de los Estados Unidos el 26 de julio de 2019. Fue lanzado en el Reino Unido el 13 de septiembre de 2019.

## Recepción
"Un documental amargo, hermoso e hipnótico que se centra en una cuidadora de abejas como si el futuro del planeta dependiera de su frágil relación con sus colmenas." dijo David Ehrlich de IndieWire."Este impresionante documental (...) cubre las alegorías más primordiales relacionadas con el medioambiente (…) Puntuación: ★★★½ (sobre 5)" dijo Peter Howell de Toronto Star.
En el sitio web del agregador de reseñas Rotten Tomatoes , la película tiene una calificación de aprobación del 99% basada en 80 reseñas, con una calificación promedio de 8.36 / 10. El consenso crítico del sitio web dice: " Honeyland usa la vida en una aldea remota para ofrecer una perspectiva reveladora sobre experiencias que deberían resonar incluso para audiencias en todo el mundo".
Escribiendo para The Hollywood Reporter , Sheri Linden lo llamó "Un estudio de carácter inolvidable y una mirada íntima a una tradición en peligro de extinción".
Guy Lodge escribió en una crítica positiva para Variety : "En el minucioso documental de observación de Ljubomir Stefanov y Tamara Kotevska, todo, desde la miel hacia arriba, es orgánico".